# Hirebudihal, Kundgol
Hirebudihal là một làng thuộc tehsil Kundgol, huyện Dharwad, bang Karnataka, Ấn Độ.